# Сон Ґоку
Сон Ґоку (Какаротто — ім'я, дане при народженні) — головний герой всесвіту Dragonball, створеного Акірою Торіяма, хлопчик з мавпячим хвостом. Його образ заснований на персонажі одного з чотирьох класичних китайських романів «Подорож на Захід», по імені Сунь Укун. Однак Акіра Торіяма сильно змінив його образ.
Сон Ґоку вчиться бойовим мистецтвам. Характерною рисою його зовнішнього вигляду є чорне волосся, що стоять сторч. Він володіє надприродною силою і як з'ясовується в ході історії, походить від вигаданої позаземної раси сайянів. За допомогою довгих тренувань він навчився багатьом сильним прийомам, а також придбав надшвидкість, надшвидкі рефлекси, здатність літати за допомогою енергії кі та телепортуватись.
Він займає перший рядок у списку 25 найкращих персонажів аніме за версією IGN.

## Форми

### Dragon Ball

#### Озару
Як і всі Сайяни, подивившись на повний місяць, Ґоку може перетворюватися на величезну мавпу, Озару. Перший раз це трапилося в дитинстві, коли Сон Ґоку у формі Озару убив свого діда, Сон Гохана. Другий раз це сталося, коли він, Ямча, Булма та інші були замкнені Пілафом, і він випадково подивився на повний місяць. Але друзі відрізали йому хвіст, і він перетворився назад. Третій раз це трапилося на Турнірі Тенкайчі, при битві з Джекі Чуном (замаскованим Мутеном Роші). Останній знищив місяць, щоб повернути Ґоку до нормальної форми.
Більше Ґоку не перетворювався, а після тренувань у Камі він позбувся свого хвоста. Ґоку перетворився на Золотого Озару в битві з Бейбі в тілі Веджети. Після чого він зміг освоїти Супер Сайяна 4.

### Dragon Ball Z

#### Кайо-кен
Цій техніці Ґоку навчився у Кайо-сама, після того, як помер в перший раз. Кайо-кен — техніка пропорційного посилення всіх можливостей бійця (сили, швидкості, реакції, кі), аж до тієї міри, яку може витримати тіло. Ґоку використовував 2-кратне, 3-кратне і 4-кратне посилення, б'ючись з Веджетою. Після прибуття на Намек він показав дворазовий Кайо-кен Капітану Гінью. Крім того, борючись з Фрізою, Ґоку використовував 10-кратний і 20-кратний Кайо-кен, якого все-таки виявилося недостатньо, хоча техніка і виснажила Ґоку майже до межі, але навіть Кайо-сама припускав, що його тіло не зможе витримати такого навантаження.
Після перетворення в Супер Сайяна Гоку більше не використовував Кайо-кен. Виняток — Турнір Аною Ічі, який не з'являється в манзі, тобто є філером.

#### Фальшивий Супер Сайян (тільки в аніме)
Це перетворення Сон Ґоку використовував в 4-му фільмі (Драгонболл Зет: Супер Сайян Сон Гоку). Відмінність від справжнього Супер Сайяна в тому, що його волосся не стає золотим, а лише змінюється колірі. Це схоже з Кайо-кеном, але тільки жовтого кольору. Дана форма не з'являється в манзі і не є канонічною.

#### Супер Сайян
Легендарне перетворення. Воно довго описувалося Веджетою, але він точно не знав, як виглядає Супер Сайян, вважаючи, що сам він ним і є. Ґоку вперше перетворився, коли Фріза вбив Крілліна у нього на очах. Після перетворення став явним факт, що техніка має куди більшу потужність, ніж Кайо-кен, але при цьому вона давала зовсім незначне навантаження на тіло в порівнянні з Кайо-кеном. Отримавши небачену силу, він зміг здолати Фрізу, а його бойова сила перейшла позначку в 150,000,000. Супер Сайяном може стати тільки сайян, що народився з таким даром. Коли воїн досягне достатньої сили, а його гнів буде на межі, трансформація буде пробуджена. Всього Супер Сайянів в аніме 5: Ґоку, Веджета, Ґохан, Ґотен, Булла і Транкс (виключаючи спін-оффи і персонажів з іншої альтернативної часової лінії).
Після битви з Фрізою, він використовував перетворення на Землі в битві з Майбутнім Транксом і Андроїдом 19. Однак, після хвороби серця він вирішив, що цього не достатньо, щоб перемогти Досконалого Селла, і разом з Ґоханом, відправився тренуватися в Кімнату Духу і Часу.

#### Супер Сайян друга стадія
Ґоку відкрив цю форму, так само як Транкс і Веджета. Однак, при тренуванні він зрозумів, що сили цієї форми не достатньо для того, щоб протистояти Селлу. Ця форма більше ніколи ним не використовувалася.

#### Супер Сайян третя стадія
Ця форма була випробувана Ґоку, а також Транксом. Отримана сила перевершувала силу Селла, проте значно сповільнювала рухи і поглинала надто багато енергії. Вона також була відкинута Ґоку.

#### Максимальний Супер Сайян
Унікальне перетворення, використане тільки Ґоку і Ґоханом. Це ідеальний баланс між силою Супер Сайяна третьої Стадії, швидкістю і контролем кі. Користувачі залишалися безперервно в формі Супер Сайяна, затрачаючи мінімум кі для трансформації і спрямовуючи весь потенціал в силу та витривалість. Сили Максимального Супер Сайяна також виявилося недостатньо для перемоги над Селлом. Ґоку також використовував це перетворення в Драгон Болл БП.

#### Супер Сайян 2
Гоку опанував цію трансформацією в Іншому Світі, в процесі семирічних тренувань, після того як побачив Гохана в цій формі. Веджета також опанував цію техніку. Ґоку використовував цю форму в битві з Маджіном Веджетою і Маджіном Буу. Але проти Буу сили цієї трансформації було недостатньо. Пізніше Гоку використовував цю форму в Драгон Болл БП, при битві з Генералом Рілдо та іншими.

#### Супер Сайян 3
Фінальна форма Ґоку в манзі. Це перетворення зміг освоїти і Готенкс. На відміну від 1-го і 2-го перетворення, це можна легко розрізнити за відрослим золотим волоссям. Перший раз було використано проти Маджіна Буу, а пізніше і в Драгонболл GT.
Користувач цієї форми має колосальну силу, проте вона вимагає багато енергії. Тому Ґоку не міг її довго використовувати коли був мертвий, так як енергія, яка була дана йому на один день життя, після перетворення, скоротилася до декількох хвилин.
У цьому перетворенні відростають довге і пишне золоте волосся. Цілком зникають брови, залишаються лише напружені надбрівні дуги.

#### Божественний Супер Сайян (Супер Сайян Бог)
Ця форма з'явилася в 14-му фільмі (Драгон Болл Зет: Битва Богів) і теоретично, завдяки «Божественній невразливості» користувача (пробити яку може тільки інший Бог), ділить з Супер Сайяном 4 перше місця за силою серед трансформацій Сайянів.
Коли Бог Руйнувань Бірус прибув на планету Північного Кайо, щоб з'ясувати що-небудь про Супер Сайяна Бога, Ґоку попросив його про невеликий спарринг, де Бірус за два простих удари відправив Супер Сайяна 3 в нокаут і при цьому навіть не отримав чистого удару! Пізніше (вже на Землі), за допомогою Шенлонґа, Ґоку дізнався, що Супер Сайян Бог — звичайний Сайян, в якого 5 інших Саянів з чистими серцями влили свою енергію. Завдяки рідним і друзям (включаючи ще ненародженої на той момент Пан) Ґоку вдалася дана трансформація і він зміг зрівнятися за силою з Бірусом.
Спочатку вона замислювалася як той же Супер Сайян 4 , але з золотою шерстю, проте потім автори вирішили, що форма буде виглядати, як звичайна форма Сайяна але зі зміненим кольором волосся і очей (у Ґоку вони стали темно-рожевими) і на вигляд більш легкою за статурою, також аура кі стала більше схожою на чистий вогонь і Ґоку навчився відчувати кі Бога (до цього не міг) .

### Dragon Ball GT

#### Золотий Озару (тільки в аніме)
Для досягнення форми Супер Сайяна 4 Ґоку повинен був перетворитися на Золотого Озару. Для цього, після болісних «витягувань» його хвоста, він зміг перетворитися на суміш Озару і Супер Сайяна. Однак Ґоку не міг себе контролювати і нападав як на чужих, так і на своїх. У підсумку, після того як Ґоку в цій формі побачив свою заплакану внучку Пан, що намагалась його заспокоїти, він зміг повернути собі розум і перетворився в Супер Сайяна 4.

#### Супер Сайян 4 (тільки в аніме)
Це заключна і найсильніша в аніме форма Ґоку. На відміну від попередніх, волосся залишається чорним, але стає довшим, ніж за звичай. Все тіло, крім грудей і пресу, вкривається червоною шерстю. Для цього перетворення обов'язковий хвіст. Ґоку використовував це перетворення, щоб перемогти Бейбі в тілі Веджети, а пізніше Супер Андроїда 17, і Шенронів.

### Dragon Ball Super

#### Супер Сайян Бог
Ця форма вперше з'явилася в 14-му фільмі за серіалом «Зет» (Драгон Болл Зет: Бог і Бог), а також у серіалі «Драгон Болл Супер». Коли Бог руйнування Бірус прибув на планету Північного Кайо, щоб з'ясувати що-небудь про Супер Сайяна Бога, Гоку попросив його про невеличкий спаринг, де Бірус за 2 простих клацання відправив Супер Сайяна 3 у нокаут і при цьому не отримав жодної подряпини. Пізніше (вже на Землі), за допомогою Шенрона, Гоку дізнався, що Супер Саян Бог - звичайний Саян, в якого 5 інших Саянів з чистими серцями влили свою енергію. Завдяки рідним і друзям (включно з ще не народженою на той момент Пан) Гоку вдалося здійснити цю трансформацію і він зміг зрівнятися за силою з Бірусом. Пізніше Гоку міг трансформуватися без допомоги інших сайянів, у будь-який момент.

#### Супер Сайян Блакитний (Блю)
Ця форма вперше з'явилася в 15-му фільмі за серіалом «Зет» (Драгон Болл Зет: Воскресіння «Ф»).
Гоку перетворюється на Блакитного перед Золотим Фрізою і починає бій із ним.
Цією формою також опанував і Веджета. Форма являє собою Супер Сайяна Бога, який за тих самих умов, що й звичайний Супер Сайян, розкрив власний потенціал (супер сайян сайяна, який отримав силу супер сайян бога). Являє собою звичайного Супер Сайяна з блакитним волоссям, бровами й очима. Збільшує силу в безліч разів. Ця форма, на відміну від Супер Сайяна Бога, не потребує 5 сайянів для перетворення.

#### Супер Сайян Блакитний + Кайо-кен х20
Вперше дана техніка була продемонстрована Гоку під час Турніру бойових мистецтв між 6-й і 7-й всесвіту в бою проти Хіта. Вона являє собою трансформацію Супер Сайян Блакитного, посиленого технікою Кайокен. Коли Гоку зрозумів, що йому не здолати Хіта доступними йому техніками, він вирішив піти на ризик і застосувати цю техніку, щоб отримати перевагу над опонентом. Оскільки трансформація в Супер Сайя Блакитного забирає багато енергії, посилена Кайокеном, вона навантажила тіло Гоку до межі, якби Гоку припустився помилки, то його спіткала б вірна смерть.
Волосся власника в даній трансформації залишаються блакитного кольору, колір змінює лише аура, знаходячи червоно-блакитний колір, однак чим вище множник Кайоко, тим сильніше стає його ефект.

#### Ультра Інстинкт (Секрет Егоїзму)
Уперше була показана на турнірі сили в Dragon Ball Super. Найсильніша форма в цьому аніме. Для того, щоб увійти в режим, потрібно випустити всю свою кі і забрати її назад. Принцип її полягає в тому, що кожна частина тіла ухвалює рішення про дію незалежно від мозку, що, за задумом, має допомагати уникати будь-якої небезпеки. Це явище описується Вісом: «Стан глибший, ніж інстинкти». При застосуванні ультра інстинкту - змінюється кі і зовнішність, фарбуючи очі в срібний колір, а при повному освоєнні змінюється колір волосся в той же колір. Застосування освоєної техніки істотою може чинити на її тіло навантаження, що проявляє себе хворобливими реакціями, що ускладнює застосування техніки довше певного часу. За словами Віса, в цьому режимі Гоку був якщо не сильнішим, то рівним богам руйнування.
Гоку опановує цю техніку впродовж Турніру Сили, вперше використовуючи її між 11 та 15 хвилинами та повністю опановуючи приблизно на 2-ох передостанніх. Техніка кілька разів застосовується Гоку і скасовується довільно протягом матчу, допомагаючи скинути лише одного опонента (технічно - двох). Як заявив сам Гоку - техніку він застосовував випадково, не розуміючи, що він робить.

#### Досконалий Ультра Інстинкт
Надзвичайно потужна божественна трансформація, яка використовує всю міць Автономного Ультра Інстинкту. В аніме, коли Гоку вперше набуває форми Досконалого Ультра Інстинкту, він вкритий яскраво-білим блиском, тоді як його волосся пофарбоване в сріблястий колір. У цьому стані сила Гоку стає набагато вищою за ту, що була раніше, даючи йому змогу посідати одне з наймогутніших місць у мультивсесвіті. Також стверджується, що він перевершує силою Богів руйнування. Уперше ця форма була показана у фіналі арки Турніру сили, коли Гоку вів бій проти Джирена. Зазначається, що форма має божественний статус і здатність володіти божественною кі. Незважаючи на неймовірні здібності форми, використовувати її належним чином непросто. Недоліком цієї форми є те, що вона вимагає великої витривалості, що робить кожну вправу дуже напруженою; хоча Віс і Бельмод зазначають, що цю проблему можна подолати за належного навчання, що робить її непрактичною для користувачів після її отримання. Ба більше, Гоку, мабуть, набув Досконалого Ультра Інстинкту суто випадково, оскільки наступного разу, коли він обговорював це з Веджетою, Гоку відповів, що він не може використовувати його силу за власним бажанням, що означає, що форма може з'явитися, тільки якщо Гоку перебуває у крайній небезпеці.

#### Істинний Ультра Інстинкт
Емоційно керована версія Ультра Інстинкту, а також його поліпшена версія, унікальна для Гоку. Незважаючи на те, що Досконалий Ультра Інстинкт володіє неймовірною силою, його потреба в спокійній і беземоційній битві, схоже, походить безпосередньо від природи Ангелів, які ще більш відчужені від речей, що зазвичай турбували б навіть Гоку, як-от загроза знищення коханої людини або планети. Таким чином, Гоку виявився набагато менш сумісним з формою через його прагнення до битви в стилі Сайян, а також через його внутрішній емоційний конфлікт з ворогами, з якими він зіткнувся. Спроба наслідувати природу Ангелів йому не підійшла, тому він вирішив ще більше використати свою природу Сайяна. Хоча Ультра Інстинкт початково слугував лише попередником Досконалої форми, його корисність як «нижчої» стадії проявляється, якщо врахувати, що він потребує меншої емоційної відстороненості, ніж його перевага. Таким чином, Гоку може набагато безпечніше використовувати свою природу сайяна у формі, продовжуючи боротися зі своїми вподобаннями з меншим емоційним компромісом - створюючи свій «істинний» Ультра Інстинкт. Це дає йому змогу битися ще більш ефективно порівняно з Досконалим Ультра Інстинктом. Ця форма представляє унікальний для Гоку стиль бою, що повністю відрізняється від тих, що використовуються в інших станах Ультра Інстинкту.
Під час бою Гоку з Гасом у сазі Граноли, він не зміг перемогти Гаса після того, як інстинкти Хітера дали волю, навіть після того, як він і Ультра Его Веджета разом билися проти нього. Гнів через те, як жорстоко обійшлися з Гранолою, продовжував відволікати його увагу, знижуючи ефективність Досконалого Ультра Інстинкту до такої міри, що Веджета помітив і сказав Гоку, що його Ультра Інстинкт нічим не відрізняється, далі порадивши йому розібратися в цьому. Це призвело до того, що Гоку ненадовго задумався і прийняв форму Ультра Інстинкту, застосувавши свою природу Сайяна в битві, щоб використовувати його на набагато вищому рівні, ніж раніше. Це дозволило йому зрівнятися з Гасом у силі і трохи перевершити його, навіть коли Гас пережив потужний удар Граноли і продовжував битися з ним і Веджетою. Однак вони були миттєво нокаутовані Темним Фризою, а сила Фризи дозволила йому обійти миттєвий захист Ультра Інстинкту.
Хоча цей стан дає змогу Гоку битися більш ефективно і використовувати Ультра Інстинкт на більш високому рівні, сам Гоку зазначив, що йому все ще недовго залишилося в цій формі. Це вказує на те, що навіть з його новою чіткістю і контролем ця форма все ще забирає велику кількість енергії, і що він не зможе підтримувати її занадто довго.

## Злиття

### Веджетто
Злиття Ґоку і Веджети, за допомогою сережок Потар, які дав Великий Кайошін. Після використання злиття роз'єднання неможливе. Проте, Ґоку з Веджетою розділилися в організмі Буу після того, як той їх поглинув.

### Ґоджета (тільки в аніме)
Злиття Гоку і Веджети за допомогою техніки під назвою "ф'южн", яку використовують мешканці планети Ядрат. Злиття триває 30 хвилин, по закінченні часу обидва розділяються знову. У стані Супер Сайяна 4, незважаючи на неймовірну міць, Годжета може проіснувати тільки 5 хвилин.

## Цікаві факти
- Сон Ґоку також звуть чотирихвостого Бідзю в манзі «Наруто»[1] [відсутнє в джерелі].
- У багатьох серіалах та повнометражних аніме, а також в манзі бувають згадки про DragonBall, у вигляді запозичення технік, речей, персонажів або ж прості натяки на цю манґу/аніме.
- В останній серії другого сезону Демони проти Грішних, з'явився персонаж по імені Сон Гоку.
- Волосся Ґоку не змінюються впродовж усіх сезонів. Це тому, що у чистокровних саян волосся не росте більше ніж треба, тільки певної довжини.